# بيبين، كونت فرماندوا
بيبين (الفرنسية:Pépin؛ 817 - بعد.850)؛ كان أول كونت فرماندوا، ولورد سينليس وبيرون وسان كونتن، هو ابن برنارد ملك إيطاليا حفيد شارلمان، ووالدته هي كونيغوندا دي لاون.
ظهر بيبين لأول مرة في 834  ككونت شمال نهر السين خلال عهد عمه لويس التقي ابن وخليفة جده شارلمان، عندما كان في السابعة عشر من العمر، وظهر مرة أخرى في 840 عندما كان الثالثة والعشرين عندما دعم ابن عمه لوثر الأول البالغ من الخمسة والأربعين ضد عمه العجوز ووالده لويس التقي البالغ من أثنين وستون عاماً.